# Lascoria albibasalis
Lascoria albibasalis är en fjärilsart som beskrevs av Walker 1865. Lascoria albibasalis ingår i släktet Lascoria och familjen nattflyn. Inga underarter finns listade i Catalogue of Life.